# Labafestival
Labafestival (ook bekend als Laba) is een traditionele Chinese feestdag die wordt gevierd op de 8e dag van de 12e maand van de Chinese kalender. Dit werd vroeger in bijna heel China gevierd. Tegenwoordig beperkt het zich tot Noordelijk China en Jiangnan. Buiten deze gebieden wordt het feest gevierd in Chinees boeddhistische tempels.

## Geschiedenis
Voor de Qin-dynastie werd Laba alleen gevierd vanwege het oogsten.
Nadat het boeddhisme in heel China werd verspreid in de 1ste eeuw na Christus werd dit feest boeddhistisch en in vrijwel heel China gevierd. Volgens de soetra's bereikte Gautama Boeddha de Verlichting op de leeftijd van 35, daarom moesten boeddhisten uit heel China die dag boeddhistische soetra's lezen en labarijstepap koken. Tijdens de Qing-dynastie, werden er ceremonies gehouden in Yonghetempel in Peking. Deze ceremonies waren vaak heel uitgebreid.

## Festiviteiten in China
- labarijstepap eten
- labaknoflook bewaren tot Chinees nieuwjaar